# Do Gyeong-dong
Do Gyeong-dong, en coréen : 도경동, né le 19 août 1999 à Daegu en Corée du Sud, est un escrimeur sud-coréen, spécialiste du sabre. Il participe notamment aux Jeux olympiques d'été de 2024 à Paris et y remporte la médaille d'or dans l'épreuve de sabre masculin par équipe.

## Biographie
Do Gyeong-dong naît le 19 août 1999. Originaire de Yeongcheon, il fréquente le collège d'Osung (ko) puis le lycée d'Osung (ko), où il commence à concourir en escrime, au sabre, sous la direction du maître d'armes Lee Seung-yong, qui a participé aux Jeux olympiques d'été de 1992,. Do Gyeong-dong fréquente ensuite l'Université Dong-Eui à Busan, où il étudie l'éducation physique. En 2019, lors de sa deuxième année à l'université, il participe à la deuxième place de son équipe universitaire aux championnats nationaux. Il est alors sélectionné pour l'équipe nationale sud-coréenne des moins de 23 ans. Participant ainsi aux championnats asiatiques des moins de 23 ans, il prend part à la victoire de son équipe qui remporte la médaille d'or, et il remporte également la médaille d'or à titre individuel,,.
En 2021, Do Gyeong-dong est sélectionné dans l'équipe nationale de Corée du Sud après avoir atteint les demi-finales des Championnats nationaux de la Coupe du Président, puis il participe dans l'équipe nationale au Grand Prix international en France. Il prend part en 2022 à la Coupe du monde en Algérie et participe à la victoire de l'équipe sud-coréenne. Do Gyeong-dong est appelé pour son service militaire dans l'armée sud-coréenne en avril 2023 comme membre du Corps athlétique des forces armées coréennes,. Plus tard la même année, il participe aux Jeux mondiaux universitaires d'été, remportant la médaille d'argent dans l'épreuve par équipes.
Do Gyeong-dong est ensuite sélectionné pour participer aux Jeux olympiques d'été de 2024 à Paris, dans l'épreuve de sabre masculin par équipe. Il est d'abord remplaçant sans servir lors des quarts de finale et des demi-finales, avant de servir réellement lors de la finale contre la Hongrie. Il entre en piste alors que le score est de 30-29 en faveur de la Corée du Sud, et il réussit à marquer cinq points consécutifs contre le Hongrois Krisztián Rabb, ce qui s'avère essentiel pour assurer la victoire de son équipe 45-41 pour la médaille d'or,. Cette médaille lui permet d'être libéré de l'armée deux mois plus tôt. Toujours en 2024, il remporte les championnats nationaux individuels à la Coupe du Président et au Tournoi de sélection de l'équipe nationale.